# Micridium
Micridium ist eine Gattung der Käfer aus der Familie der Zwergkäfer (Ptiliidae) innerhalb der Unterfamilie Ptiliinae. Sie kommt in Europa mit drei Arten vor, von denen nur Micridium halidaii in Mitteleuropa heimisch ist. 

## Merkmale
Die Käfer haben eine glänzende, helle Körperfärbung, ihre Oberseite ist fein punktförmig strukturiert und dazwischen nicht chagriniert, sondern glatt. Die gelblichen Deckflügel sind eiförmig und tragen zwei dunkle Längsstreifen. Die Gattung unterscheidet sich von den nahe verwandten Gattungen durch aneinander stoßende Hüften (Coxen) an den Vorderbeinen und durch die von den Deckflügeln nicht verdeckten Episternen des Metathorax.

## Arten (Europa)
- Micridium angulicolle (Fairmaire, 1857)
- Micridium halidaii (Matthews, 1868)
- Micridium vittatum (Motschulsky, 1845)